# Coppa dei Campioni del Golfo 1992
La Coppa dei Campioni del Golfo 1992 (in arabo دوري أبطال الخليج للأندية) è stata la 9ª edizione della coppa a cui presero parte 6 squadre da 6 federazioni provenienti da tutto il Golfo Persico.
La competizione è stata vinta dalla squadra emiratina dell'Al Shabab Al Arabi Club che si aggiudica la prima edizione della coppa nella sua storia, dopo aver vinto il girone con tre punti di vantaggio sui sauditi dell'Al-Hilal Club.

## Squadre partecipanti
- Al Shabab
- Al-Hilal Club
- Al Jahra Sport Club
- Al-Rayyan
- Dhofar
- East Riffa Club

## Girone
| Team                | Pld | W | D | L | GF | GA | GD  | Pts |
| ------------------- | --- | - | - | - | -- | -- | --- | --- |
| Al Shabab           | 4   | 3 | 1 | 0 | 11 | 1  | +10 | 10  |
| Al-Hilal Club       | 4   | 2 | 1 | 1 | 5  | 3  | +2  | 7   |
| Al-Rayyan           | 4   | 1 | 3 | 0 | 4  | 2  | +2  | 6   |
| Dhofar              | 4   | 0 | 2 | 2 | 3  | 10 | -7  | 2   |
| East Riffa Club     | 4   | 0 | 1 | 3 | 2  | 9  | -7  | 1   |
| Al Jahra Sport Club | 4   | 0 | 1 | 3 | 2  | 9  | -7  | 1   |